# Chionaema hova
Chionaema hova är en fjärilsart som beskrevs av Guénée 1865. Chionaema hova ingår i släktet Chionaema och familjen björnspinnare. Inga underarter finns listade i Catalogue of Life.